# Didymodon validus
Didymodon validus là một loài rêu trong họ Pottiaceae. Loài này được Limpr. mô tả khoa học đầu tiên năm 1888.